# ورزشگاه توفیق بهراموف
ورزشگاه توفیق بهراموف (به ترکی آذربایجانی: Tofiq Bəhramov adına Respublika Stadionu) یک ورزشگاه فوتبال در شهر باکو کشور جمهوری آذربایجان و متعلق به فدراسیون فوتبال جمهوری آذربایجان که در سال ۱۹۵۱ میلادی با گنجایش استاندارد ۳۱٬۲۰۰ نفری تأسیس شده‌است. در این ورزشگاه بازی‌های خانگی تیم ملی فوتبال جمهوری آذربایجان، باشگاه فوتبال نفتچی باکو و باشگاه فوتبال باکو برگزار می‌شود.
این ورزشگاه در زمان حکومت شوروی سابق با نام اولیه ژوزف استالین (۱۹۵۱–۱۹۵۶) نامگذاری شد، ولی پس از سال ۱۹۵۶ تا ۱۹۹۳ و قبل از تشکیل دولت مستقل جمهوری آذربایجان به نام ولادیمیر لنین تغییر یافته‌بود. که پس از کشورگشایی جمهوری آذربایجان نام ورزشگاه به توفیق بهراموف داور نامی آذربایجانی که کمک داور مسابقه فینال جام جهانی فوتبال ۱۹۶۶ بود، نامگذاری شد.
باشگاه فوتبال قره‌باغ به دلیل اشغال اراضی قره‌باغ توسط ارمنستان، بازی‌های خانگی خود را در این ورزشگاه برگزار می‌کند
ورزشگاه توفیق بهراموف با بودجه ۱۰ میلیون دلاری جهت مسابقات آواز یوروویژن ۲۰۱۲ مورد تعمیم و بازسازی قرار گرفت.